# Liste der Monuments historiques in Bézenet
Die Liste der Monuments historiques in Bézenet führt die Monuments historiques in der französischen Gemeinde Bézenet auf.

## Liste der Objekte
| Bezeichnung                   | Beschreibung                                     | Standort                       | Kennzeichnung | Schutzstatus | Datum | Bild |
| ----------------------------- | ------------------------------------------------ | ------------------------------ | ------------- | ------------ | ----- | ---- |
| Ölgemälde Anbetung der Hirten | 17. Jahrhundert, aus der Schule von Guy François | in der Kirche Ste-Barbe (Lage) | PM03000689    | Classé       | 2010  |      |